# Crête équatoriale de Japet
La crête équatoriale de Japet est une longue crête de 20 kilomètres de haut longeant la majeure partie de l'équateur de ce satellite de Saturne. Elle a été découverte par la sonde Cassini en 2004. L'origine de la crête est inconnue. Il y a des zones lumineuses sur les côtés de la crête équatoriale près de l'hémisphère arrière brillant de Japet, qui étaient déjà visibles sur les images de Voyager 2, où elles apparaissaient comme des montagnes et avaient été surnommées les « montagnes (de) Voyager » (Voyager Mountains en anglais). 

## Découverte
La crête équatoriale de Japet a été découverte lorsque la sonde spatiale Cassini a photographié Japet le 31 décembre 2004. Les sommets de la crête s'élèvent à plus de 20 kilomètres au-dessus des plaines environnantes, ce qui en fait l'une des plus hautes montagnes du système solaire. La crête forme un système complexe comprenant des pics isolés, des segments de plus de 200 kilomètres et des sections avec trois crêtes presque parallèles. 

## Origines
Dans les régions brillantes, il n'y a pas de crête, mais il y a une série de pics isolés mesurant 10 kilomètres le long de l'équateur. Le système de crêtes est fortement cratérisé, ce qui indique qu'il est ancien. Le renflement équatorial proéminent donne à Japet une apparence de noix. 
On ne sait pas comment la crête s'est formée. Une difficulté est d'expliquer pourquoi elle suit presque parfaitement l'équateur. Il existe au moins quatre hypothèses actuelles, mais aucune d'entre elles n'explique pourquoi la crête est confinée à Cassini Regio :
- une équipe de scientifiques associée à la mission Cassini a fait valoir que la crête pourrait être un vestige de la forme aplatie du jeune Japet, alors qu'il tournait plus rapidement qu'aujourd'hui[4]. La hauteur de la crête suggère une période de rotation maximale de 17 heures. Si Japet s'est refroidi assez rapidement pour préserver la crête mais est resté plastique assez longtemps pour que les marées soulevées par Saturne aient ralenti la rotation jusqu'à la rotation synchrone actuelle de 79 jours, Japet a dû être chauffé par la désintégration radioactive de l'aluminium 26. Cet isotope semble avoir été abondant dans la nébuleuse solaire à partir de laquelle Saturne s'est formée, mais s'est depuis entièrement désintégré. Les quantités d'aluminium 26 nécessaires pour chauffer Japet à la température requise donnent une estimation de sa date de formation par rapport au reste du système solaire : Japet doit s'être formé plus tôt que prévu, seulement deux millions d'années après le début de la formation des astéroïdes ;
- la crête pourrait être un matériau glacé qui a jailli de sous la surface puis s'est solidifié. S'il s'était formé à l'écart de la position de l'équateur à l'époque, cette hypothèse exige que l'axe de rotation aurait été entraîné vers sa position actuelle par la crête[réf. nécessaire] ;
- Japet pourrait avoir eu un système d'anneaux lors de sa formation en raison de sa grande sphère de Hill et la crête équatoriale aurait alors pu être produite par l'accrétion collisionnelle de cet anneau[5] ;
- la crête et le renflement pourraient être le résultat d'un ancien renversement convectif. Cette hypothèse stipule que le renflement est en équilibre isostatique typique des montagnes terrestres. Cela signifie que, sous le renflement, il y a du matériau de faible densité (racines (?)). Le poids du renflement est compensé par les forces de flottabilité agissant sur les racines (?). La crête est également constituée de matière moins dense. Sa position le long de l'équateur est probablement le résultat de la force de Coriolis agissant sur un intérieur liquide de Japet[6],[7].